# سيليوش
سيليوش هي قرية تقع في إقليم أراد في رومانيا. تبعد عن أراد 44 كم.

## السكان
حسب إحصائيات 2002 بلغ عدد سكان القرية 3,189 نسمة.